# Estadio Carlos Falquez Batallas
El estadio Carlos Falquez Batallas es un estadio multiusos. Está ubicado en la ciudad de Pasaje, provincia de El Oro. Fue inaugurado el 24 de julio de 1998. Es usado mayoritariamente para la práctica del fútbol. Tiene capacidad para 8000 espectadores.

## Historia
El estadio ha desempeñado un importante papel en el fútbol local, ya que los clubes de Pasaje como Cantera del Jubones y Bonita Banana hacen de local en este escenario deportivo, que participan en la Segunda Categoría de Ecuador, ambos clubes disputan el clásico de Pasaje. Otro de los importantes equipos de la provincia como lo es Audaz Octubrino ha jugado como local en este escenario deportivo, el 16 de noviembre de 2018 por la Copa Ecuador 2018-19, San Francisco de Azogues fue derrotado por 1-0 en la primera ronda del torneo. Principalmente en el escenario deportivo de Pasaje se juegan torneos de Segunda Categoría provincial y nacional.
El estadio es sede de distintos eventos deportivos a nivel local, ya que también es usado para los campeonatos de fútbol que se desarrollan en la ciudad en las distintas categorías, también puede ser usado para eventos culturales, artísticos, musicales de la localidad.
El estadio tiene instalaciones con camerinos para árbitros, equipos local y visitante, zona de calentamiento, cabinas de prensa, iluminación para programaciones nocturnas, entre otros servicios para los aficionados.
Además el recinto deportivo es sede de:
- Campeonatos Interprovinciales e intercantonales de fútbol.[16]
- Entrenamientos en la disciplina del fútbol.[17]

Es considerado el segundo escenario deportivo de la provincia, Orense Sporting Club consideró al estadio como sede alterna para el torneo de LigaPro, debido a que el estadio 9 de Mayo de Machala no contaba con luminarias.

## Partidos destacados
En 2022 retornó el torneo Copa Ecuador organizado por la FEF, por tal motivo el campeón provincial de Segunda Categoría 2021, Bonita Banana, disputó varios partidos en el estadio Carlos Falquez. El primero de ellos fue contra Libertad de Loja por la primera ronda del certamen nacional, el partido sería histórico por la definición que tuvo lugar ahí. En la ida en Loja fue empate a cero goles y la vuelta en Pasaje también empate, a dos goles por bando y en los tiros desde el punto penal se cobraron en total 42 penales y terminaría en victoria pasajeña por 19-18, siendo así la definición más larga en la historia del fútbol ecuatoriano.
| Partido de vuelta de la Primera fase de la Copa Ecuador 2022; 29 de mayo de 2022 | Bonita Banana | 2:2 (0:0) (19:18 p.)(Global 2:2) | Libertad F. C. | Estadio Carlos Falquez Batallas, Pasaje |                           |
| 12:30 (UTC-5)                                                                    | Matamoros 51' (pen.) · Porozo 85' | Reporte                          | C. Espínola 67' · Cortez 72' | Árbitro(s): Kevin Pazmiño               | Árbitro(s): Kevin Pazmiño |
|                                                                                  | | Tiros desde el punto penal       | |                                         |                           |
|                                                                                  | J. Ayoví · Muñoz · Montaño · Porozo · Mancilla · Suárez · C. Díaz · Arboleda · Salazar · Zambrano · J. Ayoví · Muñoz · Montaño · Porozo · Mancilla · Suárez · C. Díaz · Arboleda · Salazar · Zambrano · J. Ayoví · Muñoz |                                  | Valverde · B. Rodríguez · Vera · Y. Rodríguez · C. Espínola · Chillambo · Cortez · Corozo · J. Quiñónez · Bores · Valverde · B. Rodríguez · Vera · Y. Rodríguez · C. Espínola · Chillambo · Cortez · Corozo · J. Quiñónez · Bores · Valverde · Y. Rodríguez |                                         |                           |

Tras la victoria en primera fase, Bonita Banana enfrentó a Deportivo Cuenca en los dieciseisavos de final, equipo de la Primera Categoría A. La victoria fue nuevamente para el equipo pasajeño mediante la definición por penales. Fue la primera vez que un equipo de Serie A jugó un partido oficial en el estadio Carlos Falquez Batallas.
| Dieciseisavos de final de la Copa Ecuador 2022; 11 de junio de 2022 | Bonita Banana                                   | 1:1 (0:0) (5:4 p.)         | Deportivo Cuenca                                        | Estadio Carlos Falquez Batallas, Pasaje |                            |
| 15:30 (UTC-5)                                                       | J. Ayoví 67' (pen.)                             | Reporte                    | Mancinelli 57'                                          | Árbitro(s): Robert Cabrera              | Árbitro(s): Robert Cabrera |
|                                                                     |                                                 | Tiros desde el punto penal |                                                         |                                         |                            |
|                                                                     | J. Ayoví · Muñoz · Montaño · García · Matamoros |                            | Becerra · E. Mera · García Basso · F. Mera · Mancinelli |                                         |                            |

## Galería

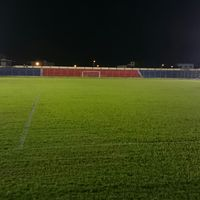
Vista de la cancha
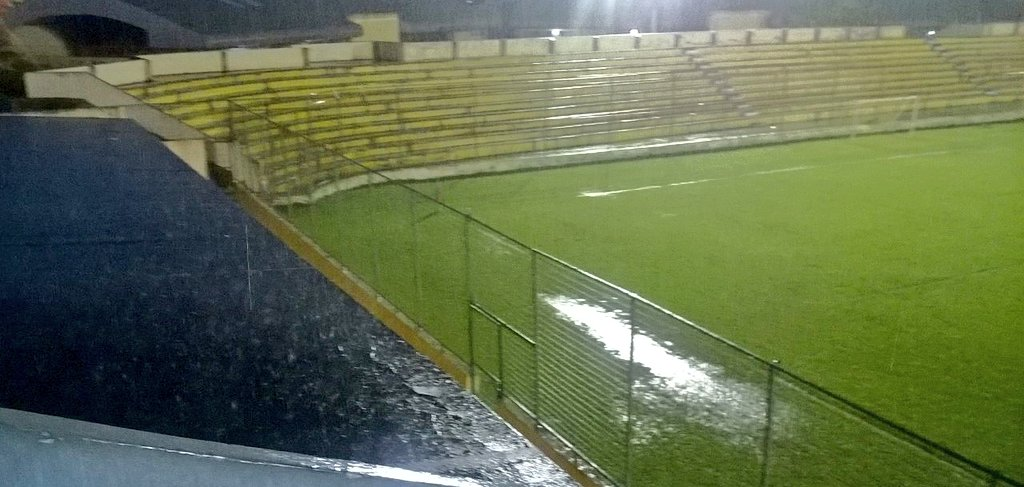
Vista desde la tribuna (izquierda)
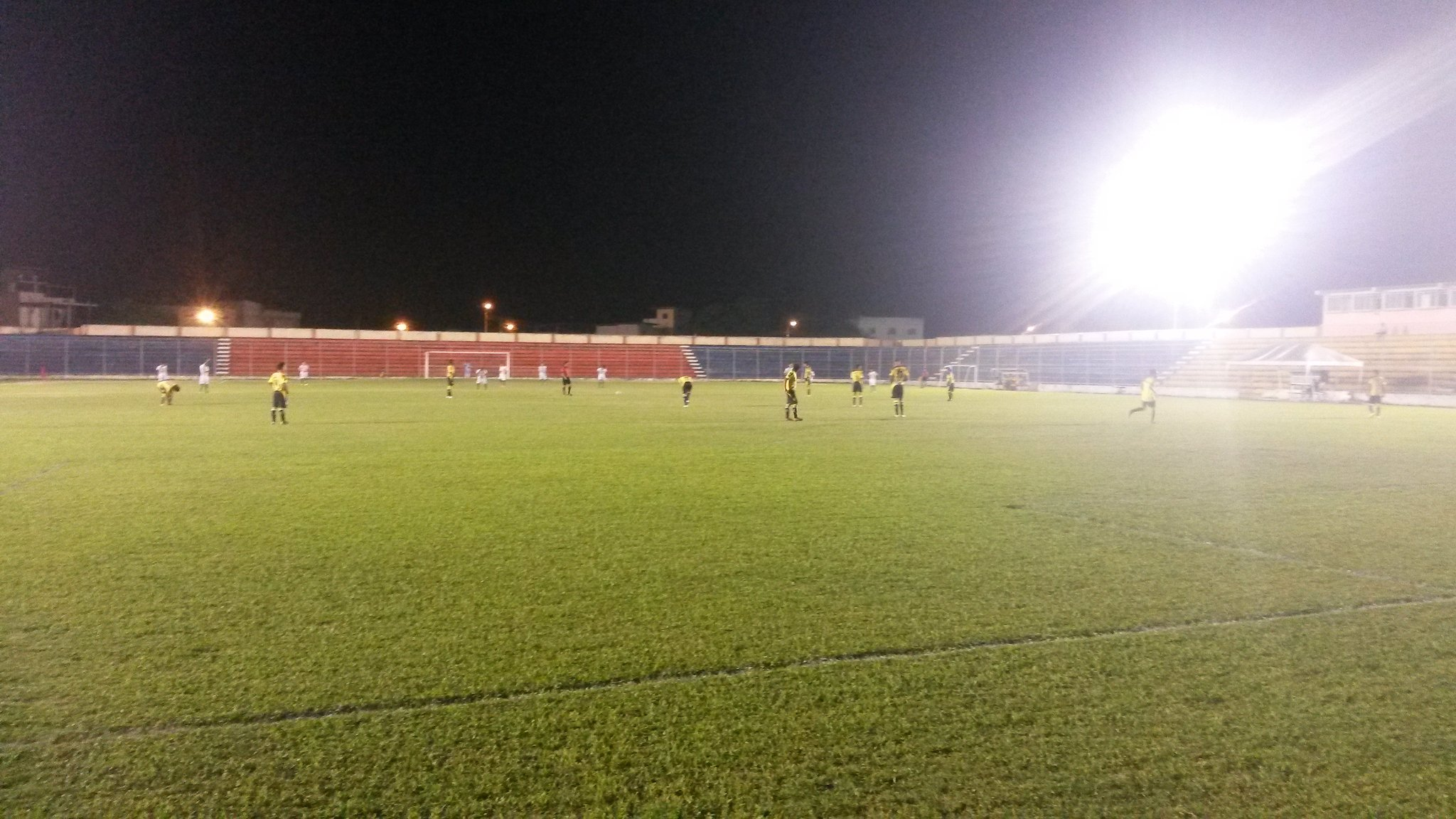
Vista de la cancha
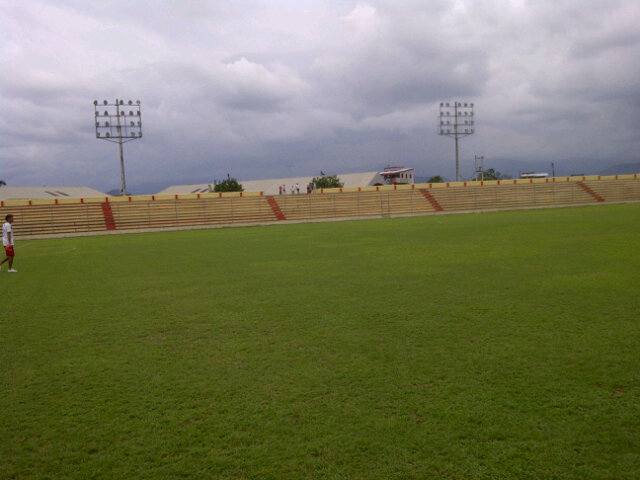
Preferencia
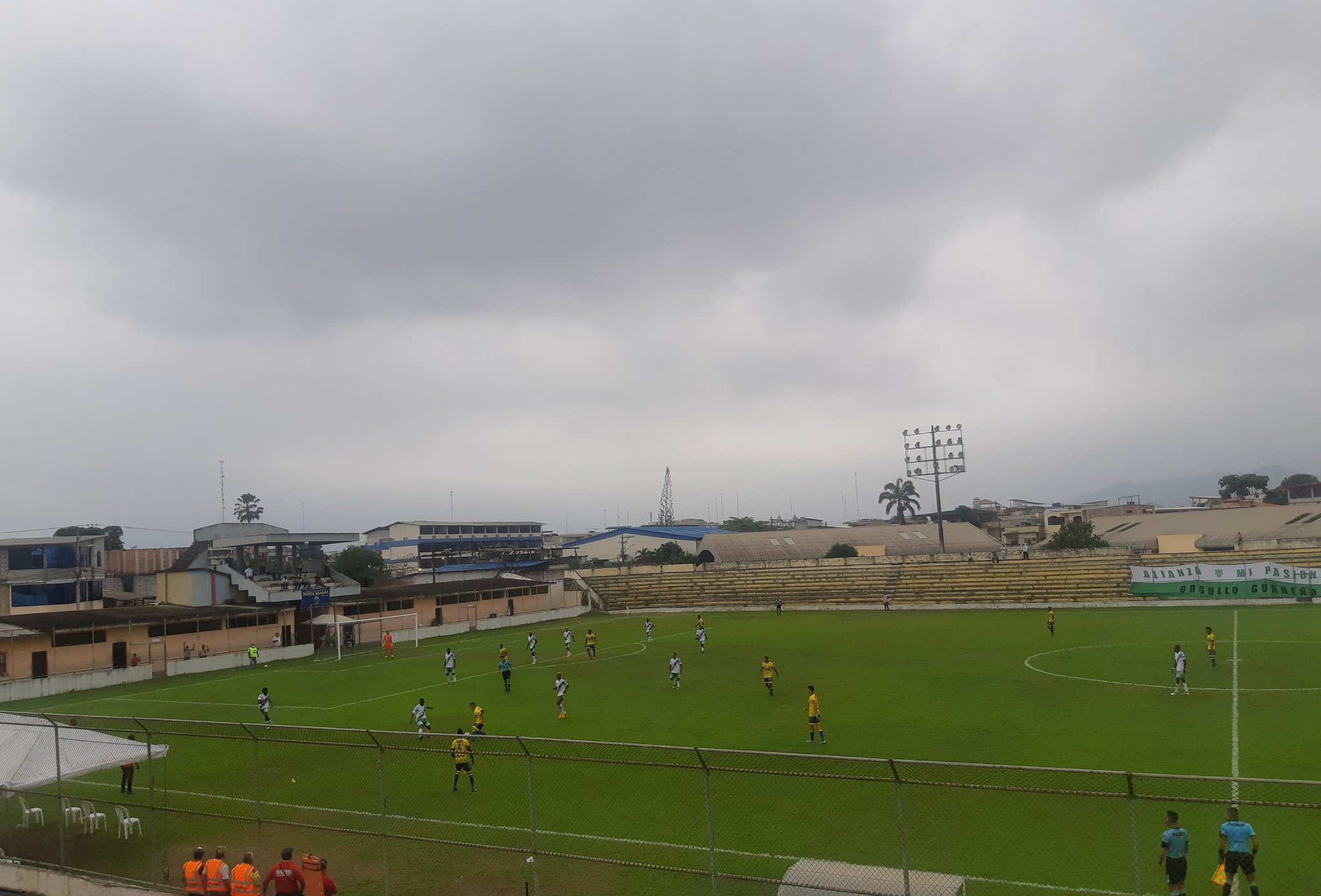
Vista desde la tribuna (vista izquierda)
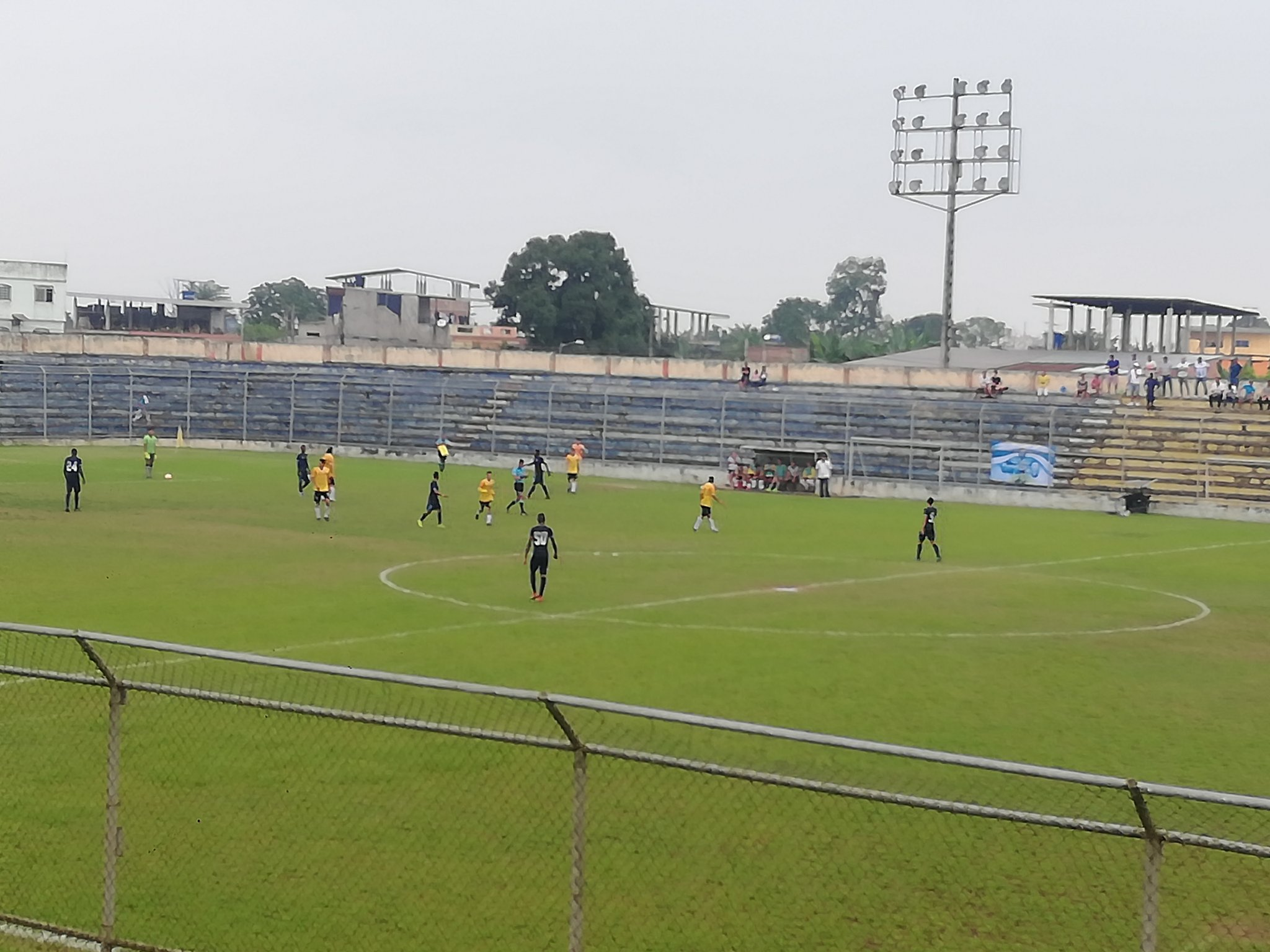
Vista desde la preferencia